# Distichoptilum gracile
Distichoptilum gracile is een Pennatulaceasoort uit de familie van de Protoptilidae. De wetenschappelijke naam van de soort is voor het eerst geldig gepubliceerd in 1882 door Verrill.